# Zerene
Zerene is een geslacht in de orde van de Lepidoptera (vlinders) familie van de Pieridae (Witjes).
Zerene werd in 1819 beschreven door Hübner.

## Soorten
Zerene omvat de volgende soorten:
- Zerene cesonia - (Stoll, 1790)
- Zerene eurydice - (Boisduval, 1855)